# Franck Riboud
Franck Riboud (ur. 7 listopada 1955 w Lyonie) – francuski przedsiębiorca i menedżer, od 1996 do 2014 prezes i dyrektor generalny grupy Danone, jednego z największych światowych koncernów spożywczych.

## Życiorys
Jest synem Antoine'a Ribouda, założyciela przedsiębiorstwa BSN, które współtworzyło koncern spożywczy funkcjonujący pod tą nazwą do 1994, kiedy to został przemianowany na Danone.
Franck Riboud kształcił się lyońskim Collège-lycée Ampère, następnie ukończył studia na Politechnice Federalnej w Lozannie.
W 1981 podjął pracę w grupie Danone, był zatrudniony w działach zajmujących się kontrolą zarządzania, sprzedażą i marketingiem. Pełnił funkcję dyrektora sprzedaży w jednym z oddziałów grupy, w 1989 został mianowany dyrektorem działu do spraw integracji i rozwoju grupy w segmencie herbatników. W 1990 objął stanowisko dyrektora generalnego przedsiębiorstwa Eaux Minérales d'Évian, zajmującego się produkcją wód mineralnych. W 1992 został dyrektorem departamentu rozwoju grupy. 2 maja 1996 objął funkcję prezesa i dyrektora generalnego w koncernie Danone, zastępując na niej swojego ojca. Kierowany przez niego koncern według stanu na 2007 zajmował pierwszą pozycję na międzynarodowym rynku wytwórstwa przetworzonych produktów mleczarskich i produkcji butelkowanej wody mineralnej, a także drugie miejsce na świecie w segmencie ciastek i płatków śniadaniowych. W 2014 przeszedł na stanowisko prezesa rady dyrektorów przedsiębiorstwa, w 2017 został honorowym prezesem koncernu.
Franck Riboud obejmował również szereg funkcji w radach nadzorczych licznych przedsiębiorstw francuskich i zagranicznych (jak Renault, Lacoste, Rolex i inne).